# Tanpura
Tanpura – indyjski instrument strunowy z grupy lutni, bez progów, gabarytami i kształtem przypominający vinę. We wszystkich regionach Indii wykonuje się na nim burdonowy, pozbawiony melodii akompaniament do muzyki ludowej i klasycznej: śpiewu oraz ragi.

## Nazwa
W publikacjach źródłowych i naukowych można spotkać się z różnymi nazwami tanpury. Brytyjski kapitan N. Augustus Willard w 1834, w swoim opracowaniu dotyczącym muzyki hindustańskiej określił ją terminami tumboora i tanpoora. Miano tamburi pojawia się w opracowaniach brytyjskich muzykologów Charlesa Russella Daya i Alfreda Jamesa Hipkinsa, holenderskiego etnomuzykologa Jaapa Kunsta i niemieckiego muzykologa Curta Sachsa; tambura – u cejlońskiego historyka sztuki Anandy Coomaraswamego, indyjskiego historyka i drawidologa Sakkottaiego Krishnaswamy Aiyangara, indyjskiego etnomuzykologa Nazira Jairazbhoya oraz w słowniku hindustańskiej muzyki klasycznej. Terminami tamburi i tambura opisana jest również w kompedium indyjskich instrumentów ludowych wydanym przez narodową akademię muzyczną Sangeet Natak Akademi w New Delhi. Instrument występuje także pod hasłami tumburu-vina, tamburu vina, chautara i tāmbur. Kunst, na którego prace powoływał się w swojej Historii instrumentów muzycznych Sachs, napisał w 1927, że obecnie instrument określa się najczęściej terminem tanpura.
W brytyjskim leksykonie muzycznym Grove Dictionary of Music and Musicians instrument opisany jest nazwami tambūrā, tambūrī, tampūrī i tānpūrā, a polska etnomuzykolog Anna Czekanowska-Kuklińska użyła terminu tanpura.
Według słownika hindustańskiej muzyki klasycznej nazwa instrumentu może pochodzić od tykwy, którą w hindi określa słowo tumbā, lub od imienia jednego z gandharwów – Tumburu, któremu przypisywany jest wynalazek tanpury.

## Historia

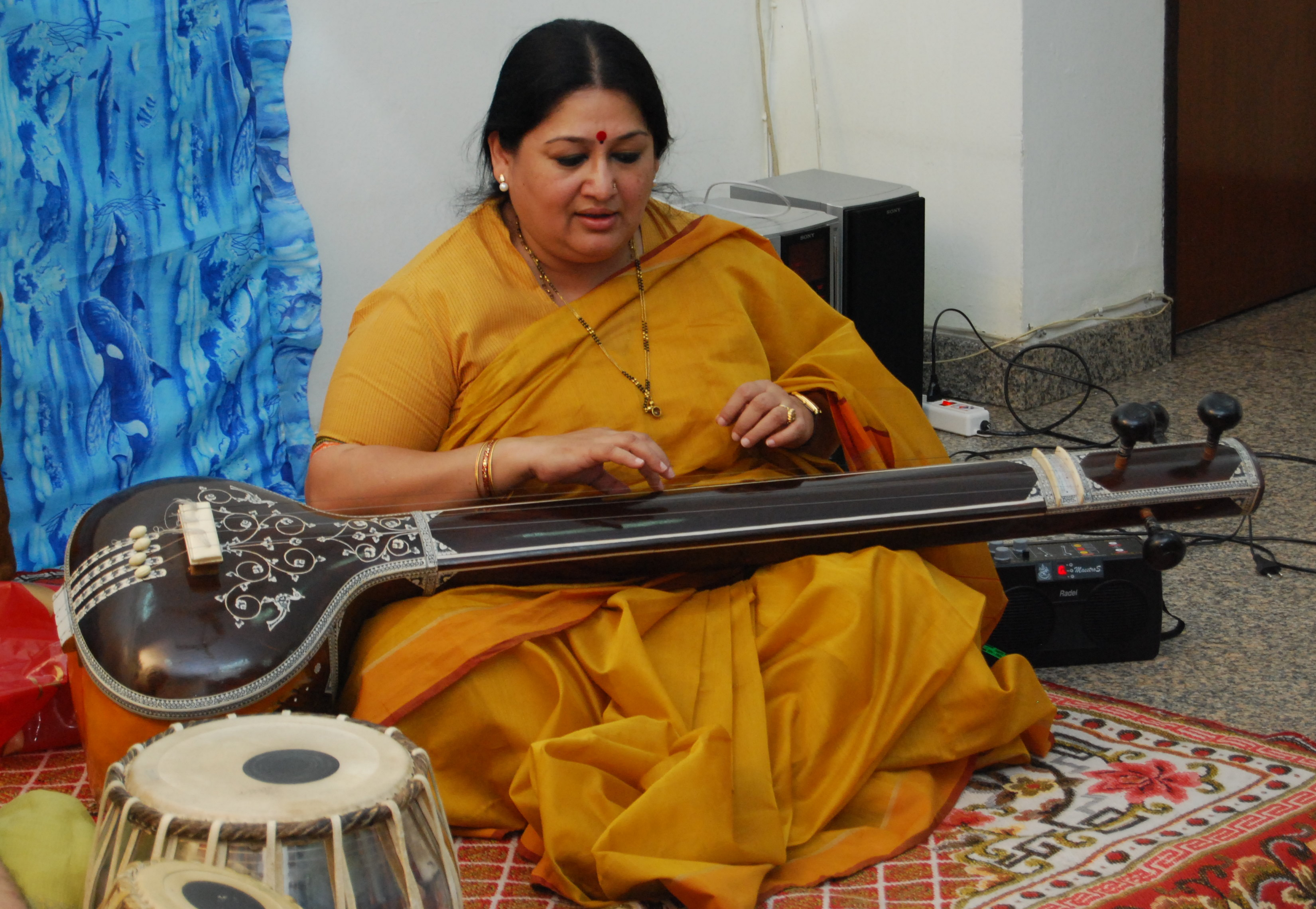
Indyjska pieśniarka Shubha Mudgal akompaniująca sobie na tanpurze

Najstarsze źródła historyczne pozwalające umiejscowić tanpurę w 2. połowie pierwszego tysiąclecia n.e. pochodzą z płaskorzeźb pokrywających zewnętrzne ściany świątyni Borobudur. Nieco starsze są pochodzące z ok. 1260 reliefy na ścianach świątyni Candi Jago.
Według holenderskiego etnomuzykologa Jaapa Kunsta tanpura wykształciła się bezpośrednio z grupy instrumentów nazywanych cytrami sztabkowymi i jest formą pośrednią dwóch instrumentów: długoszyjkowej lutni znanej w starożytności na Bliskim Wschodzie i w Egipcie pod nazwą pandora, oraz południowoindyjskiej viny, która posiada lutniowy, drewniany korpus i dodatkowy tykwowy rezonator. Niemiecki muzykolog Curt Sachs doszukał się w tanpurze powinowactwa z perskim tanburem, od którego indyjski instrument wziął swoją nazwę. Brytyjski leksykon muzyczny Grove Dictionary of Music and Musicians wskazuje również na możliwe powiązanie z rabaabem. Jedna z publikacji traktujących o muzyce Indii wiąże powstanie tanbury (i ogólnie pierwotnych form viny) z rozwojem konstrukcji łuku muzycznego.
Od swoich początków do współczesności tanpura używana jest we wszystkich regionach Indii. Wykonuje się na niej burdonowy, pozbawiony melodii akompaniament (określany również terminem nuta pedałowa) do muzyki ludowej i klasycznej: śpiewu oraz ragi.
Według Daya (1891), najlepsze jakościowo tanpury konstruowano w Tańdźawurze. Podobnie recenzował Herbert Arthur Popley, dodając, że na północy w Lucknow i Rampur. Współcześnie, znanym ośrodkiem produkcji jest Miraj w stanie Maharasztra, a tradycja lutnicza podtrzymywana jest w mniejszych ośrodkach, miasteczkach i wioskach, na zasadzie przekazywania wiedzy z pokolenia na pokolenie.
Współcześnie, krótka tanpura bywa wykorzystywana w muzyce instrumentalnej. Jej burdonową funkcję zastępuje się czasami mechanicznymi i elektronicznymi instrumentami o nazwie Śruti-box. Te mechaniczne skonstruowane są na zasadzie organów wyposażonych w stroiki przelotowe. Niektórzy lutnicy podejmują próby skonstruowania bardziej rozbudowanych wariantów tanpury. Jednym z nich jest kinnar – tanpura z dodatkowym, kulistym pudłem rezonansowym zamontowanym u góry szyjki, z pięcioma strunami głównymi i kilkoma rezonansowymi poprowadzonymi wewnątrz wydrążonej szyjki. Tego typu innowacje nie znajdują jednak zainteresowania wśród muzyków. Produkuje się również tanpury elektryczne, przydatne podczas ćwiczeń.

## Budowa

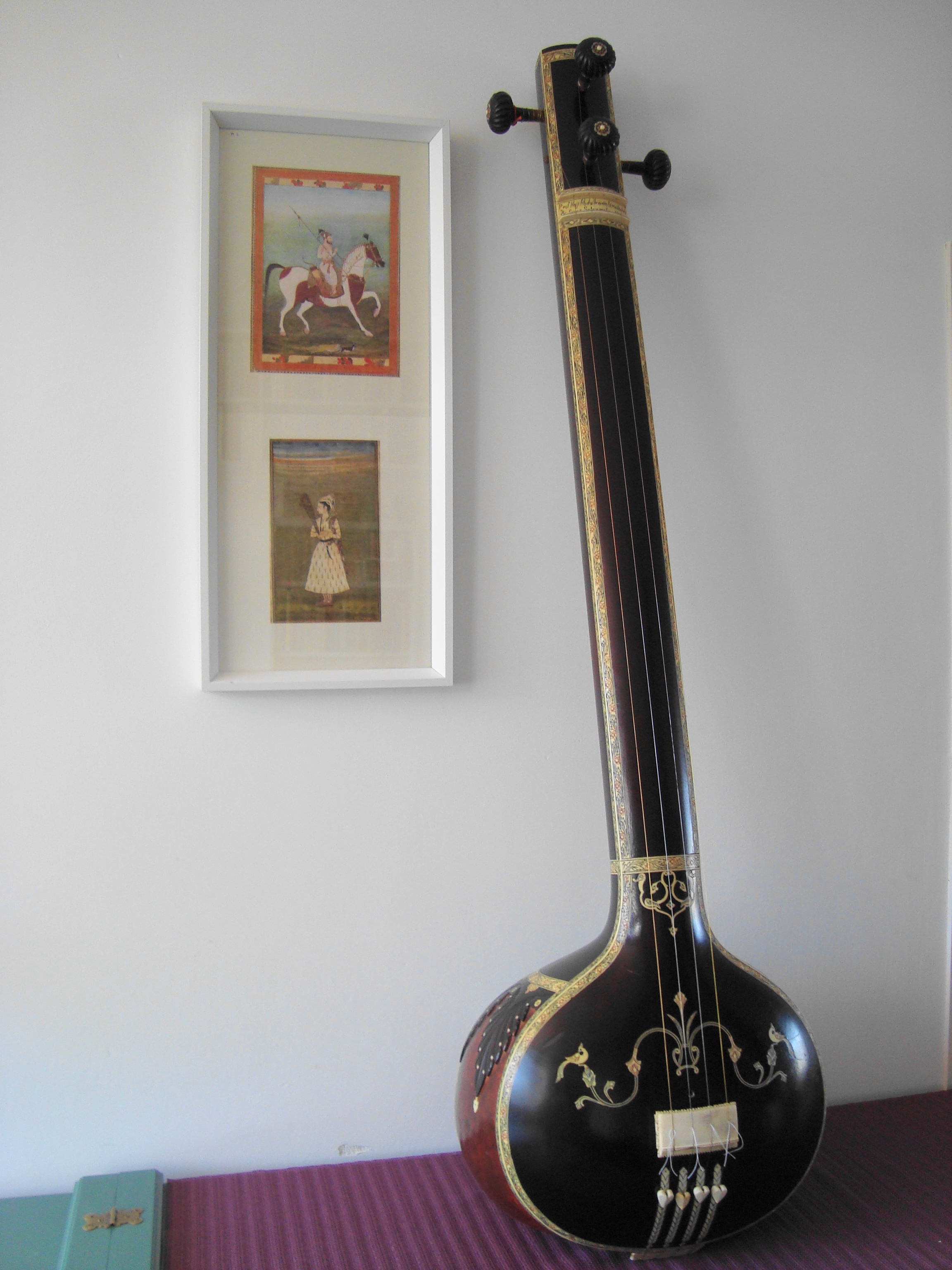
Tanpura XX-wieczna

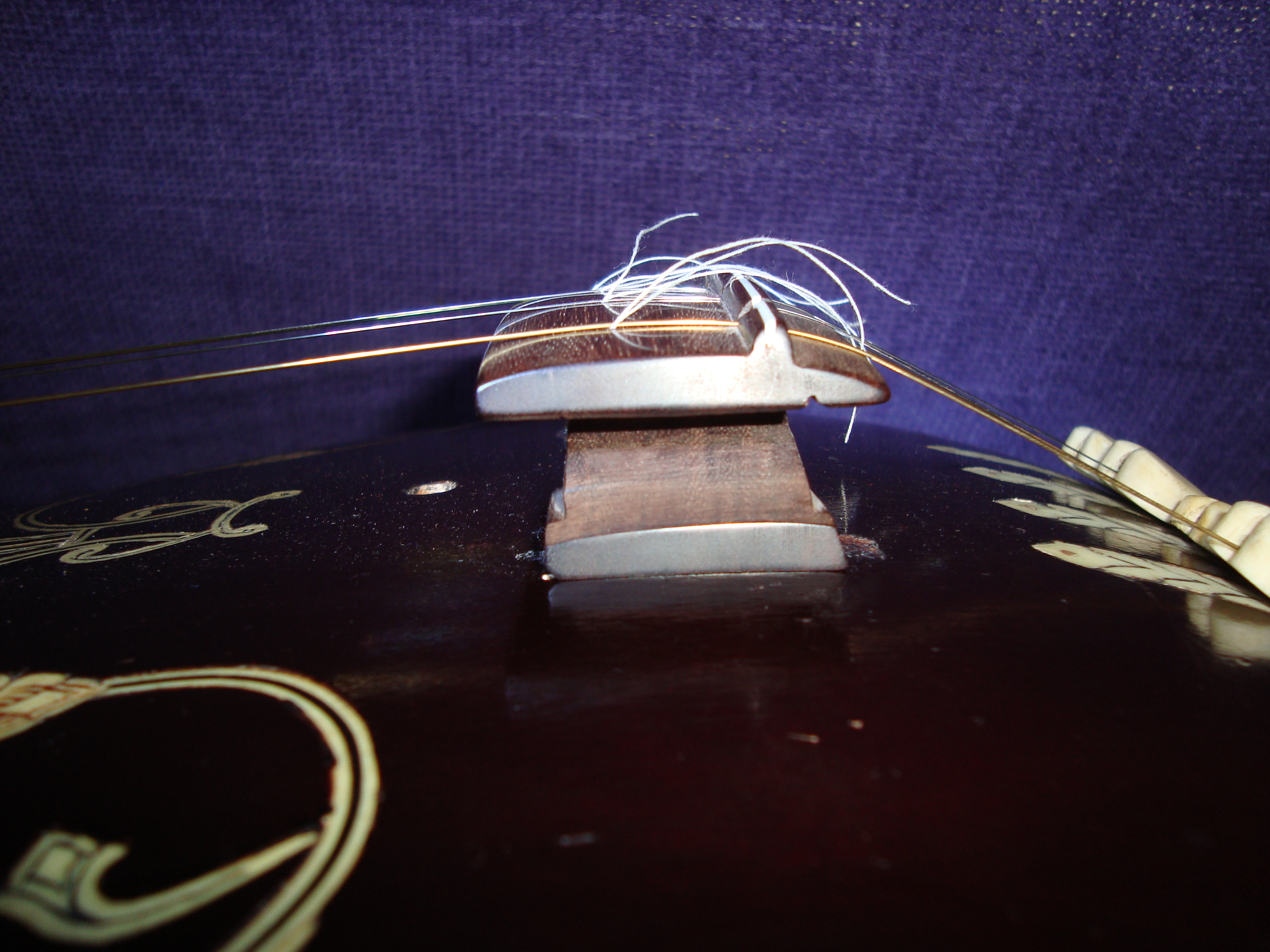
Podstawek tanpury z nićmi intonacyjnymi

Wygląd tanpury porównywany jest do innych typowych dla kultury południowo-azjatyckiej instrumentów: rabaabu, viny, tanburu, sitaru i pandory. W literaturze znaleźć można opisy regionalnych typów tanpury oraz ich pojedynczych egzemplarzy. Instrumenty te mają kilka cech wspólnych: półkuliste pudło rezonansowe, długą, pozbawioną progów szyjkę, oraz cztery metalowe struny rozciągnięte między przytwierdzonym do pudła mostkiem a pokaźnymi kołkami zamocowanymi u końca szyjki.
Korpus instrumentu – pudło rezonansowe – wykonany jest z drewna lub w tańszych instrumentach, z wydrążonego owocu tykwy. Średnica dochodzi do 40 cm, a we współcześnie budowanych instrumentach bywa większa. Do budowy korpusów z tykwy wykorzystuje się m.in. owoce tykwy pospolitej; dla większych, współcześnie wytwarzanych instrumentów wykorzystuje się owoce tykwy sprowadzane z Zanzibaru. Według Popleya najlepsze korpusy drewniane wytwarzano z chlebowca. Od wierzchniej strony pudło przykryte jest płytą rezonansową: płaską, lekko lub mocno wypukłą. Niektóre egzemplarze mają małej średnicy otwory rezonansowe, które rozmieszczone są na płycie w ornamentalnych seriach.
Szyjka jest drewniana i pozbawiona progów. W niektórych egzemplarzach jest wydrążona. Czasami wykonana jest jako przedłużenie korpusu, z tego samego kawałka drewna, ale częściej jest osobnym elementem konstrukcyjnym, który trwale przytwierdzony jest do korpusu. Przykryta jest podstrunnicą. W niektórych instrumentach na podstrunnicy umieszczony jest przypominający gitarowy kapodaster przyrząd, dzięki któremu muzyk może szybko zmodyfikować strój instrumentu.
Przy końcu szyjki, czasami bezpośrednio w szyjce, a czasami w wydzielonej komorze kołkowej, zamocowane są kołki: dwa od przodu (prostopadle do szyjki, jak w banjo lub gitarze) i po jednym z prawej i lewej strony (poprzecznie, jak w skrzypcach).
Gabaryty tanpury nie są ustalone. W zależności od regionu i przeznaczenia spotykane są egzemplarze o długości całkowitej od 84 do 130 cm. Współcześnie opisywane są egzemplarze o długości 145 cm. Krótkie, sopranowe i altowe instrumenty dobierane są do akompaniamentu śpiewom kobiet, długie – tenorowe i basowe – dla mężczyzn.
Korpus, szyjka i komora kołkowa bywają zdobione ornamentami roślinnymi, figuralnymi i geometrycznymi. W literaturze opisywane są m.in. instrumenty dekorowane postaciami mitycznego ptaka Garudy, węża Śeszy i smoka Yali, oraz rzeźbione i inkrustowane kością słoniową. Egzemplarze opisywane współcześnie są polerowane, politurowane i dekorowane celuloidem.
Tanpura ma najczęściej cztery struny, ale współcześnie wytwarza się również instrumenty z pięcioma, sześcioma i większą liczbą. Trzy wykonane są ze stali a czwarta z miedzi, fosfobrązu, brązu lub mosiądzu. Według innych źródeł jedna struna jest stalowa a pozostałe trzy mosiężne. Najczęstszymi strojami są dominantowy, zbudowany z toniki dolnej, dwóch górnych i dominanty (np. G, g, g, d , lub c, c1, c1, g) i subdominantowy. Współcześnie stosowane są również inne. Tonikę i cały strój dostosowuje się do danego typu ragi.
Pośrodku płyty rezonansowej znajduje się wykonany z kości, drewna lub metalu podstawek zwany joyārī lub javārī. W niektórych z opisywanych w literaturze źródłowej egzemplarzy umocowany jest do płyty trwale, w innych ruchomo, dając dodatkową możliwość strojenia. Jego konstrukcja różni się od mostków lutni europejskich i jest głównym czynnikiem wpływającym na charakterystyczną, rozedrganą, migotliwą barwę dźwięku strun tanpury. W lutniach europejskich struna jest wyraźnie skrócona ostrą krawędzią mostka. W tanpurze, zamiast takiej krawędzi mostek ma obłą powierzchnię, po której struna „spływa” w kierunku szyjki. Potrącona struna muska powierzchnię mostka w gasnących interwałach, co wywołuje zjawisko porównywane do jednoczesnych modulacji częstotliwości i amplitudy z dziedziny przetwarzania sygnałów. Modulacja taka skutkuje falą akustyczną bogatą w składowe harmoniczne.
Intonację strun wykonuje się za pomocą kilkucentymetrowej długości odcinków wełnianej lub jedwabnej nici, które umieszcza się w poprzek, pod strunami, na obłym siodełku mostka. Nitki określane są terminami jivala, Javārī Sāph Karnā lub jīva (pol. życie). W niektórych egzemplarzach tanpur, zamiast nitek występowały stosiny. Intonowanie polega na przesuwaniu nici wzdłuż struny, w tę i z powrotem, do momentu uzyskania subiektywnie odpowiedniej barwy.
Niektóre rodzaje tanpury wyposażone są w mikrostroiki (pusalu) umieszczone między podstawkiem a prożkiem w dolnej części korpusu.

## Technika gry i zastosowanie

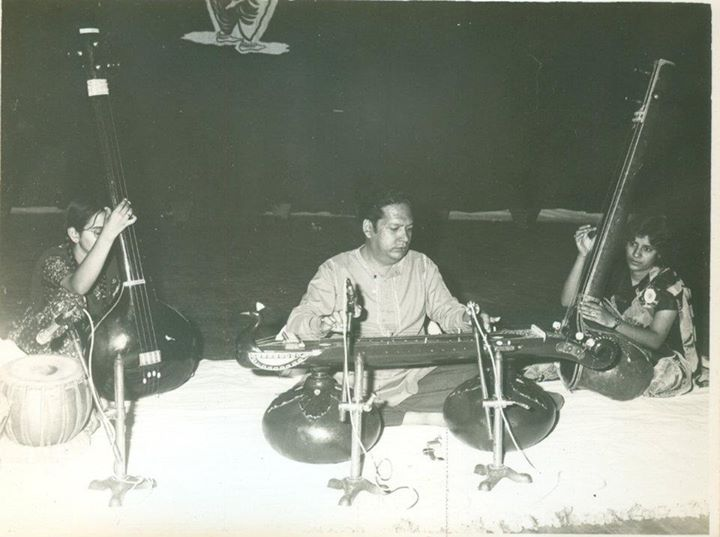
Brahm Sarup Singh grający na vinie z akompaniamentem dwóch muzyków na tanpurach

Podczas gry tanpura trzymana jest pionowo, wsparta na ramieniu, lub poziomo. Instrumentalista zarywa struny opuszkami palców w jednostajnym rytmie, jedną po drugiej, zaczynając od najwyżej brzmiącej. Strun nie skraca się. Można je muskać spodnią stroną dłoni szarpiącej, główkami kości śródręcza palców wskazującego i środkowego, techniką podobną do flażoletowej, która wykorzystywana jest podczas gry na skrzypcach czy gitarze.
Tanpura używana jest we wszystkich regionach Indii. Wykonuje się na niej burdonowy, pozbawiony melodii akompaniament do muzyki ludowej i klasycznej: śpiewu oraz ragi. Na krótkich tanpurach przygrywają sobie wędrowni żebracy. Bywa ona wykorzystywana w muzyce czysto instrumentalnej, oraz podczas ćwiczeń głosu.
Curt Sachs określił jej brzmienie jako pełne i delikatne, stwarzające idealne tło dla głosu śpiewaka.